# Liste der Regierungen Griechenlands
Liste der griechischen Regierungen:

## Regierungen

### Griechische Regierungen der Militärdiktatur (1967 bis 1974)
- 1967–1967: Kabinett Konstantinos Kollias
- 1967–1973: Kabinett Georgios Papadopoulos
- 1973–1973: Kabinett Spyros Markezinis
- 1973–1974: Kabinett Adamantios Androutsopoulos

### Griechische Regierungen der Dritten Republik (seit 1974)
- 1974–1974: Kabinett Konstantinos Karamanlis V
- 1974–1977: Kabinett Konstantinos Karamanlis VI
- 1977–1980: Kabinett Konstantinos Karamanlis VII
- 1980–1981: Kabinett Georgios Rallis
- 1981–1985: Kabinett Andreas Papandreou I
- 1985–1989: Kabinett Andreas Papandreou II
- 1989–1989: Kabinett Tzannis Tzannetakis
- 1989–1989: Kabinett Ioannis Grivas
- 1989–1990: Kabinett Xenophon Zolotas
- 1990–1993: Kabinett Konstantinos Mitsotakis
- 1993–1996: Kabinett Andreas Papandreou III
- 1996–1996: Kabinett Konstantinos Simitis I
- 1996–2000: Kabinett Konstantinos Simitis II
- 2000–2004: Kabinett Konstantinos Simitis III
- 2004–2007: Kabinett Kostas Karamanlis I
- 2007–2009: Kabinett Kostas Karamanlis II
- 2009–2011: Kabinett Giorgos Andrea Papandreou
- 2011–2012: Kabinett Loukas Papadimos (Übergangsregierung)
- 2012–2012: Kabinett Panagiotis Pikrammenos (Übergangsregierung)
- 2012–2015: Kabinett Andonis Samaras
- 2015–2019: Kabinett Alexis Tsipras I, Kabinett Alexis Tsipras II
- 2019–2023: Kabinett Kyriakos Mitsotakis I
- 2023–2023: Kabinett Ioannis Sarmas (Übergangsregierung)
- 2023–: Kabinett Kyriakos Mitsotakis II